# Base logistica delle Nazioni Unite
La base logistica delle Nazioni Unite (UNLB) e il deposito del WFP-UNHRD si trovano a Brindisi.
L'UNLB, attivo dal 1994, riceve materiale proveniente dalle missioni in chiusura o ridimensionamento, ispeziona, ripara, immagazzina e invia tale materiale alle operazioni di pace e umanitarie che ne fanno richiesta; appronta e mantiene in condizioni di efficienza i cosiddetti "start up kits", ossia tutti quei materiali ed attrezzature necessarie all'apertura di una nuova missione; opera da centro di smistamento, o hub, delle telecomunicazioni satellitari per le Nazioni Unite.
Il deposito del WFP-UNHRD è situato presso l'Aeroporto militare "Orazio Pierozzi" di Brindisi dove possono atterrare aerei cargo anche di notevoli dimensioni. I depositi, gestiti dal Programma alimentare mondiale, sono stati trasferiti il 1º giugno 2000 dalla precedente sede di Pisa su decisione del segretario generale delle Nazioni Unite, che ne ha affidato la loro gestione al WFP/PAM in considerazione delle sue capacità logistiche nelle attività umanitarie. Questa struttura garantisce un soccorso rapido ed efficace alle popolazioni colpite da calamità naturali o guerre. Gli aiuti alimentari ed i farmaci sono già stoccati nel deposito e pronti ad essere trasportati appena se ne verifichi il bisogno. Da Brindisi, il WFP è in grado di creare ovunque vere e proprie basi operative, in grado di ricevere e distribuire aiuti e valutare danni e necessità immediate.
Il deposito, costituito da tre magazzini, ha una superficie complessiva di oltre 6.000 m². Contiene materiali di pronto impiego divisi quali:
1. beni di prima necessità,
2. farmaci e materiale di consumo sanitario,
3. prodotti alimentari,
4. riserva globale,
5. equipaggiamenti, fra cui mezzi di trasporto, sistemi di telecomunicazione ed uffici mobili.